# Siergiej Bida
Siergiej Olegowicz Bida (ros. Сергей Олегович Бида; ur. 13 lutego 1993 w Moskwie) – rosyjski szermierz specjalizujący się w szpadzie, srebrny medalista olimpijski i dwukrotny medalista mistrzostw świata.
Na igrzyskach olimpijskich w Tokio wspólnie z Pawłem Suchowem, Siergiejem Chodosem i Nikitą Głazkowem wywalczył srebrny medal w rywalizacji drużynowej. Na tej samej imprezie zajął także piątą pozycję indywidualnie. 
Podczas mistrzostw świata w Wuxi w 2018 roku wywalczył brązowy medal w zawodach drużynowych. Następnie zdobył srebrny medal w rywalizacji indywidualnej na mistrzostwach świata w Budapeszcie w 2019 roku. W finale przegrał tam z Węgrem Gergelym Siklósim. 
Wywalczył srebrny medal drużynowo na igrzyskach europejskich w Baku (2015).
Zdobył ponadto złote medale drużynowo podczas mistrzostw Europy w Tbilisi (2017), mistrzostw Europy w Nowym Sadzie (2018) i mistrzostw Europy w Düsseldorfie (2019).
W czerwcu 2023 roku wraz z żoną, Wiolettą Chrapiną wyemigrował do Stanów Zjednoczonych.